# 안데르송 로페스
안데르송 조제 로페스 지 소자(포르투갈어: Anderson José Lopes de Souza, 1993년 9월 15일 ~ )는 브라질의 축구 선수로, 포지션은 공격수다. 짧게는 안데르송 로페스라고도 불리는 그는 현재 일본 J1리그의 요코하마 F. 마리노스에서 활약하고 있다. K리그에서 등록명은 안델손이었다.

## 클럽 경력

### 성장기 ~ 아바이 FC
브라질 페르남부쿠주 헤시피에서 태어난 그는, 스포르트 헤시피, 상 조제, 인테르나시오나우를 거쳐, 2011년 아바이 FC 유소년 팀에 입단하였다. 2013년 11월 29일 보아 EC를 상대로 출전하며, 성인 무대 데뷔전을 가졌다.

### 산프레체 히로시마
2016년 안데르송 로페스는 일본 J1리그의 산프레체 히로시마로 임대되었다.

### FC 서울
2018년 2월 12일 K리그1의 FC 서울로 임대되었다.

### 홋카이도 콘사돌레 삿포로
2018년 12월 28일 J1리그의 홋카이도 콘사돌레 삿포로로 이적했다.

### 우한 창장
2021년 7월 3일 중국 슈퍼리그의 우한 창장으로 이적했다.

### 요코하마 F. 마리노스
2022년 2월 3일 J1리그의 요코하마 F. 마리노스로 이적했다.